# Avicularia surinamensis
Avicularia surinamensis är en spindelart som beskrevs av Embrik Strand 1907. Avicularia surinamensis ingår i släktet Avicularia och familjen fågelspindlar.
Artens utbredningsområde är Surinam. Inga underarter finns listade.